# Ипох

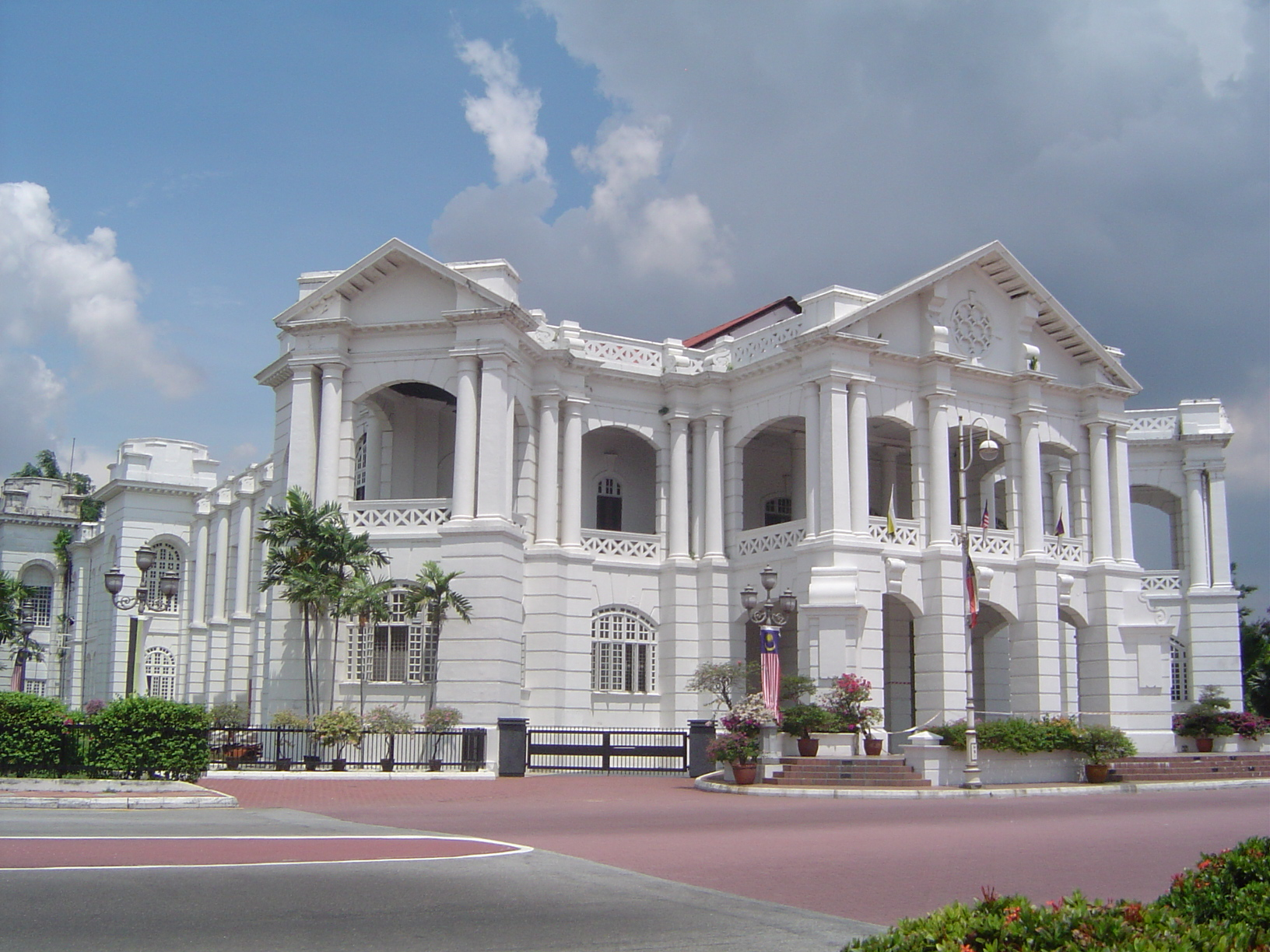
Ратуша

И́пох (малайск. Ipoh) — город в Малайзии, столица штата Перак. Население составляет 710 тыс. чел. (2007). Ипох превратился в один из главных городов Малайзии на рубеже XIX в. из-за бурно развивающейся в регионе добычи олова. В городе остались здания времён британского колониального периода, в том числе ипохский вокзал.

## География и климат
Ипох расположен в 200 км от столицы страны — Куала-Лумпура, на берегу реки Кинта. Город окружён известняковыми холмами, простирающимися в пригородных районах к северо-востоку, востоку и юго-востоку от города. Для местности характерен экваториальный климат, колебание температур на протяжении года весьма незначительно. Средняя температура — 27°С, среднее количество осадков — 2 340 мм в год. Самый дождливый месяц — ноябрь (320 мм), самый засушливый — февраль (70 мм).

## Население
Ипох – один из крупнейших городов Малайзии, населён различными этническими группами. 
Согласно переписи населения 2010 года в городе проживают:
| Этнические группы по переписи 2010 года | Этнические группы по переписи 2010 года | Этнические группы по переписи 2010 года |
| Этнос                                   | Количество                              | Процент                                 |
| --------------------------------------- | --------------------------------------- | --------------------------------------- |
| Китайцы                                 | 290,165                                 | 44.11%                                  |
| Бумипутра                               | 253,592                                 | 38.55%                                  |
| Индийцы                                 | 92,587                                  | 14.07%                                  |
| Другие                                  | 1,559                                   | 0.2%                                    |
| Не малайзийцы                           | 19,989                                  | 3.04%                                   |

## Известные уроженцы
- Раджа Ахмад Аминуллах
- Фаузия Нави
- Йео, Мишель

## Город-побратим
- Джокьякарта, Индонезия